# Neonauclea truncata
Neonauclea truncata là một loài thực vật có hoa trong họ Thiến thảo. Loài này được (Hayata) Yamam. mô tả khoa học đầu tiên năm 1935.